# Nordfjordeid
Nordfjordeid er en by der er administrationscenter i Eid kommune i Vestland fylke i Norge. Byen har 2.772 indbyggere pr. 1. januar 2012, og ligger på tangen (norsk: eidet) mellem Hornindalsvatnet og Eidsfjorden. Eidselva løber ud i fjorden her.
Matematikeren Marius Sophus Lie blev født i Nordfjordeid.
Her ligger Eid kirke fra 1849, Operahuset Nordfjord, bibliotek, Sophus Lie konferencecenter, og forskellige skoler. Desuden blev Sagastad etableret her i 2019, som indeholder en rekonstruktion af Myklebustskibet, der er det største vikingeskib, der nogensinde er fundet.